# Павел
Па́вел — мужское имя латинского происхождения (от лат. paulus — «малый», «небольшой»). Женский аналог — Павла. Имя в разных фонетических вариациях стало популярным в христианских народах благодаря апостолу Павлу.

## Именины
Православные (даты по юлианскому календарю, начиная с церковного новолетия):
Сентябрь
4 (17) сентября — сщмч. Павла Васильевского, пресв.
10 (23) сентября — прп. Павла Послушливого; свт. Павла, еп. Никейского
25 сентября (8 октября) — мч. Павла Дамасского
Октябрь
4 (17) октября — прп. Павла Препростого
22 октября (4 ноября) — прп. Павла Ростовского
Ноябрь
6 (19) ноября — сщмч. Павла Исповедника, еп. Константинопольского
28 ноября (11 декабря) — мч. Павла (761)
Декабрь
7 (20) декабря — прп. Павла Повинника, Константинопольского
15 (28) декабря — прп. Павла Латрийского
23 декабря (5 января) — прп. Павла, еп. Неокесарийского
Январь
10 (23) января — прп. Павла Комельского (Обнорского)
14 (27) января — прп. Павла Синайского
15 (28) января — прп. Павла Фивейского
24 января (6 февраля) — мч. Павла Египетского
Февраль
16 февраля (1 марта) — мч. Павла Кесарийского
18 февраля (3 марта) — мч. Павла Африканского
Март
4 (17) марта — мч. Павла Птолемаидского
7 (20) марта — прп. Павла Препростого
10 (23) марта — мч. Павла Коринфского
16 (29) марта — св. Павла
17 (30) марта — прмч. Павла Кипрского
27 марта (9 апреля) — прп. Павла, еп. Коринфского
Апрель
6 (19) апреля — прп. Павла, первого игум. Студийского
16 (29) апреля — св. Павла
Май
3 (16) мая — прп. Павла Виленского
18 (31) мая — мч. Павла Лампакского
22 мая (4 июня) — прмч. Павла Пелопонезского
28 мая (10 июня) — мч. Павла Римского (326)
Июнь
3 (16) июня — мч. Павла Никомедийского
8 (21) июня — мч. Павла Кайюмского, Константинопольского
26 июня (9 июля) — мч. Павла Римского (IV век)
28 июня (11 июля) — прп. Павла врача
29 июня (12 июля) — св. славного и всехвального первоверховного апп. Павла
Июль
16 (29) июля — мч. Павла (308)
28 июля (10 августа) — прп. Павла Ксиропотамита, Афонского
30 июля (12 августа) — свт. Павла, еп. Атталийского
Август
17 (30) августа — мч. Павла Птолемаидского
28 августа (10 сентября) — в Соборе преподобных отцов Киево-Печерских, в Дальних пещерах почивающих — прп. Павла Послушливого
30 августа (12 сентября) — свт. Павла Нового, патр. Константинопольского

## Фамилии, образованные от имени
- Павел (фамилия)
- От имени Павел образована одна из самых распространённых русских фамилий Павлов[5].